# 夏時化
夏時化（16世紀—1628年），字宣子，江西南昌府新建縣人，明朝政治人物。

## 生平
夏時化是萬曆三十四年（1606年）丙午科舉人，授江西永豐縣教諭，陞任四川太平知縣，有清節惠政獲上報朝廷。崇禎元年（1628年）流寇圍攻太平數個月，他設法防禦，流寇解圍而去；事平，知府設宴款待，他在席間暴卒。發現其官署中沒有任何財物，同僚因此合資為他殮葬，巡撫朱燮元上疏請求恩恤，朝廷特給「以死勤事」四字旌表，入祀鄉賢祠。

## 引用
1. ↑  同治《新建縣志·卷四十三·忠義》：夏時化，字宣子，萬厯丙午鄉舉，授吉安府永豐縣教諭，陞四川太平知縣，以清節惠政奏最。崇禎戊辰值流寇攻圍匝月，多方捍禦之，寇引去。事平，道府設凱宴，時化遽歿於公宴之堂，檢視署中無寸絲纖鏹，遂相與賻贈含殮。巡撫朱燮元疏請優䘏，特給「以死勤事」四字旌其廬，崇祠鄉賢。 省志 府志 楊志 邸志